# Harry Potter en de Vuurbeker (soundtrack)
De vierde original motion picture soundtrack uit de Harry Potter-reeks verscheen op 15 november 2005. Wegens tijdgebrek gaf voormalig componist John Williams de fakkel door aan de Brit Patrick Doyle, die voor de filmmuziek van Sense and Sensibility zorgde. Toen dit nieuws zich verspreidde, waren heel wat fans van Harry Potter en van filmmuziek erg teleurgesteld. Producer David Heyman gebruikte het excuus nieuw of ander talent te willen gebruiken voor de andere films. Volgens critici leverde Doyle een goede score maar was hij niet geheel geschikt voor de film. Zijn stijl verschilt ook met die van Williams.
Door beide componisten werden heel wat thema's geschreven voor Zweinstein. In deze vierde film, bij een van de weggelaten scènes, zingt iedereen het schoollied (met de regels uit het boek) uit volle borst voor de buitenlandse gasten. De track Hogwarts' March werd gecomponeerd en gespeeld in de stijl van Brassband.
Doyle's dochter, Abigail, zong de regels in voor het lied van de meermensen in de track Underwater Secrets. Daarbuiten was ze ook de persoonlijke assistente van haar vader tijdens zijn werk voor de film.
De drie laatste nummers op dit album zijn rocknummers die gebruikt werden voor het Kerstbal. In de film worden ze gespeeld door 6 muzikanten (waaronder de bekende Jarvis Cocker), die samen de Witte Wieven neerzetten.

## Nummers
| Nr.: | Titel:                  | Duur: |
| ---- | ----------------------- | ----- |
| 1    | The Story Continues     | 1:31  |
| 2    | Frank Dies              | 2:12  |
| 3    | The Quidditch World Cup | 1:52  |
| 4    | The Dark Mark           | 3:27  |
| 5    | Foreign Visitors Arrive | 1:30  |
| 6    | The Goblet of Fire      | 3:23  |
| 7    | Rita Skeeter            | 1:42  |
| 8    | Sirius Fire             | 2:00  |
| 9    | Harry Sees Dragons      | 1:54  |
| 10   | Golden Egg              | 6:11  |
| 11   | Neville's Waltz         | 2:11  |
| 12   | Harry in Winter         | 2:56  |

| Nr.: | Titel:             | Duur: |
| ---- | ------------------ | ----- |
| 13   | Potter Waltz       | 2:19  |
| 14   | Underwater Secrets | 2:28  |
| 15   | The Black Lake     | 4:37  |
| 16   | Hogwarts' March    | 2:46  |
| 17   | The Maze           | 4:44  |
| 18   | Voldemort          | 9:39  |
| 19   | Death of Cedric    | 1:59  |
| 20   | Another Year Ends  | 2:21  |
| 21   | Hogwarts' Hymn     | 2:59  |
| 22   | Do the Hippogriff  | 3:39  |
| 23   | This Is the Night  | 3:24  |
| 24   | Magic Works        | 4:01  |

## Hitnoteringen

### NPO Klassiek Filmmuziek Top 200
| Harry Potter and the Goblet of Fire in de NPO Klassiek Filmmuziek Top 200 | Harry Potter and the Goblet of Fire in de NPO Klassiek Filmmuziek Top 200 | Harry Potter and the Goblet of Fire in de NPO Klassiek Filmmuziek Top 200 |
| Jaar                                                                      | 2024                                                                      | 2025                                                                      |
| ------------------------------------------------------------------------- | ------------------------------------------------------------------------- | ------------------------------------------------------------------------- |
| Positie                                                                   | 109                                                                       | 115                                                                       |

## Prijzen
| Nominaties:                                                 | Nominaties: | Nominaties: |
| ----------------------------------------------------------- | --- | ----------- |
| Saturn Award voor Best Music                                | Patrick Doyle |             |
| Satellite Award voor Outstanding Original Song              | Jarvis Cocker (met Magic Works) |             |
| World Soundtrack Award voor Soundtrack Composer of the Year | Jarvis Cocker (muziek/regelschrijver/bandlid), Jonny Greenwood (bandlid), Phil Selway (bandlid), Steve Mackey (bandlid), Steve Claydon (bandlid), Jason Buckle (bandlid), Patrick Doyle (strijkers arrangement) |             |